# Тараклија
Тараклија (буг. Тараклия) је град и седиште Тараклијског рејона, у Молдавији. Окружују га аутономни регион Гагаузија, Кахулски рејон и Одеска област. Према попису становништва из 2004. већину становништва чине етнички Бугари. Државни универзитет у Тараклији је у сарадњи са Бугарском и Молдавијом основан 2004. године. Језици који се користе за образовање су бугарски и молдавски (румунски).

## Историја
Према званичним подацима, Тараклија је основана 1813. године од стране бугарских досељеника, иако су били настањени много раније. Чини једну од старијих бугарских насеобина из 19. века у тадашњем јужном делу Бесарабије.
Прва насељавања Тараклије отпочињу док је трајао Руско-турски рат (1806—1812). Данашње село Алуату представља место у којем се 1821. године првобитно настанила већа група досељеника. Након поменутог рата, бугарски досељеници у већем броју насељавају Бесарабију, поготово Тараклију, где се насељава 49 породица. Последњи талас досељеника је био 1854. године, када се доселило 241 особа. Имајући права на колонизацију, почињу да граде куће, цркве, оснивају породице, и користе привилегије неколико деценија које су им загарантоване од стране Руске Империје.
Средином 20. века познати путописац Аполон Скалковски је написао: „Мештани, добри домаћини, имају велика стада стоке, оваца и изразито су успешни у хортикултури и виноградарству, а жене узгајају дуд и скупљају коконе, имајући свилу у великим количинама”.

## Становништво
Према званичним резултатима пописа из 2004. године, у Тараклији живе:
| Етничка група     | Број становника | % Проценат |
| ----------------- | --------------- | ---------- |
| Бугари            | 10,732          | 78.02%     |
| Руси              | 802             | 5.83%      |
| Гагаузи           | 784             | 5.70%      |
| Молдавци / Румуни | 759             | 5.52%      |
| Украјинци         | 474             | 3.44%      |
| Роми              | 99              | 0.72%      |
| Остали            | 106             | 0.77%      |
| Укупно            | 13,756          | 100%       |

## Медији
- Глас Бесарабије - 101,9 MHz

## Знамените личности
- Тимофеј Силистару - политичар

## Међународни односи
Тараклија је побратимљена са:
- Нова Загора, Бугарска